# Чемпионат Брунея по футболу
Супер Лига Брунея — высший футбольный турнир Брунея. Контролируется брнуейской национальной ассоциацией футбола. Лига была основана в 2012 году. В розыгрыше принимают участие 9-11 команд. Текущий чемпион — МС АБДБ, который выиграл титул в 2018 году.

## История
Первый футбольный турниры в Брунее стали появляться в 1985 году, когда была основана национальная ассоциация. C 2002 по 2009 год проводился турнир под названием: Премьер-лига Брунея. Подготовка к созданию единой, цивилизованной лиги началась в 2012 году и в сезоне 2012/2013 прошёл её первый розыгрыш.

## Регламент
Чемпионат разыгрывается по круговой системе в два круга. Иначе говоря, команды играют друг с другом по два раза. В конце сезона позиции команд в турнирной таблице определяются по следующим критериям:
1. набранные очки
2. разница мячей
3. забитых мячей
4. количество побед.

В случае равенства команд по все показателем, положение команд определяется путём жребия. В настоящее время системы повышения-вылета нет.

## Команды в сезоне 2017/2018
11 команд, разыгравших турнир в сезоне 2017/2018
- Табуан Муда
- Касука
- Джерудонг
- Индера
- МС АБДБ
- Кота Рейнджер
- Лун Баванг
- МС ПДБ
- Виджая
- Наджип
- Менглайт

## Призёры
| Сезон                   | Чемпион            | Серебряный призёр | Бронзовый прищзёр |
| ----------------------- | ------------------ | ----------------- | ----------------- |
| Национальный чемпионат: |                    |                   |                   |
| 1985                    | Ангката Персиньята |                   |                   |
| 1986                    | Даерах Бруней      |                   |                   |
| 1987                    | Кота Рейнджер      |                   |                   |
| 1988                    | Kuala Belait FC    |                   |                   |
| 1989                    | Муара Старс        |                   |                   |
| 1990-92                 | не разыгрывался    | не разыгрывался   | не разыгрывался   |
| 1993                    | Кота Рейнджер      |                   |                   |
| 1994-01                 | не разыгрывался    | не разыгрывался   | не разыгрывался   |
| Премьер-лига Брунея     |                    |                   |                   |
| 2002                    | ДПММ               |                   |                   |
| 2003                    | Виджая             |                   |                   |
| 2004                    | ДПММ               |                   |                   |
| 2005-06                 | QAF FC             |                   |                   |
| 2006-07                 | не разыгрывался    | не разыгрывался   | не разыгрывался   |
| 2007-08                 | QAF FC             |                   |                   |
| 2008/09                 | не разыгрывался    | не разыгрывался   | не разыгрывался   |
| 2009-10                 | QAF FC             |                   |                   |
| 2011                    | отменён            | отменён           | отменён           |
| Суперлига Брунея        |                    |                   |                   |
| 2012/2013               | Индера             | МС АБДБ           | Маджра Юнайтед    |
| 2014                    | Индера             | МС АБДБ           | Наджип            |
| 2015                    | МС АБДБ            | Индера            | Наджип            |
| 2016                    | МС АБДБ            | Индера            | Виджая            |
| 2017/18                 | МС АБДБ            | Кота Рейнджер     | Индера            |

## Футболисты

### Обладатели золотой бутсы
| Сезон     | Игрок            | Команды | Голов |
| --------- | ---------------- | ------- | ----- |
| 2012/2013 | Азван Али Рахман | Индера  | 17    |